# Fotbal na Letních olympijských hrách 1960
Fotbalový turnaj na Letních olympijských hrách 1960 byl desátý oficiální fotbalový turnaj na olympijských hrách. Vítězem se stala jugoslávská fotbalová reprezentace.

## Kvalifikace
Hlavní článek: Kvalifikace na fotbalový turnaj na Letních olympijských hrách 1960
| - Afrika (CAF) - Egypt - Tunisko - Asie (AFC) - Tchaj-wan - Indie - Turecko - Severní, Střední Amerika a Karibik (CONCACAF) a Jižní Amerika (CONMEBOL) - Argentina - Peru - Brazílie |  | - Evropa (UEFA) - Dánsko - Polsko - Bulharsko - Jugoslávie - Velká Británie - Francie - Maďarsko - Hostitel - Itálie |

## Stadiony
| Město     | Stadion          |
| --------- | ---------------- |
| Řím       | Stadio Flaminio  |
| Florencie | Stadio Comunale  |
| Grosseto  | Stadio Comunale  |
| Livorno   | Stadio Ardenza   |
| Pescara   | Stadio Adriatico |
| L'Aquila  | Stadio Comunale  |
| Neapol    | Stadio San Paolo |

## Základní skupiny

### Skupina A
| Tým        | Z | V | R | P | VG | IG | +/− | B |
| ---------- | - | - | - | - | -- | -- | --- | - |
| Jugoslávie | 3 | 2 | 1 | 0 | 13 | 4  | +9  | 5 |
| Bulharsko  | 3 | 2 | 1 | 0 | 8  | 3  | +5  | 5 |
| Egypt      | 3 | 0 | 1 | 2 | 4  | 11 | −7  | 1 |
| Turecko    | 3 | 0 | 1 | 2 | 3  | 10 | −7  | 1 |

| 26. srpna 1960 21:00    |       |         |                                                                |
| Bulharsko               | 3 : 0 | Turecko | Stadio Comunale, Grosseto diváci: 3 760 rozhodčí: Cesare Jonni |
| Diev 13', 58' Iliev 67' |       |         | Stadio Comunale, Grosseto diváci: 3 760 rozhodčí: Cesare Jonni |

| 26. srpna 1960 21:00                                          |       |           |                                                                  |
| Jugoslávie                                                    | 6 : 1 | Egypt     | Stadio Adriatico, Pescara diváci: 9 211 rozhodčí: Reginald Leafe |
| Rifai 3' (vl.) Galić 30' (pen.) Kostić 32', 61', 63' Knez 49' |       | Attia 72' | Stadio Adriatico, Pescara diváci: 9 211 rozhodčí: Reginald Leafe |

| 29. srpna 1960 16:00           |       |       |                                                                    |
| Bulharsko                      | 2 : 0 | Egypt | Stadio Tommaso Fattori, L'Aquila diváci: 1 634 rozhodčí: Leo Helge |
| Naidenov Yordanov 42' Diev 88' |       |       | Stadio Tommaso Fattori, L'Aquila diváci: 1 634 rozhodčí: Leo Helge |

| 29. srpna 1960 21:00               |       |         |                                                                       |
| Jugoslávie                         | 4 : 0 | Turecko | Stadio Comunale, Florencie diváci: 1 858 rozhodčí: Vincenzo Orlandini |
| Kostić 10', 89' Galić 46' Knez 61' |       |         | Stadio Comunale, Florencie diváci: 1 858 rozhodčí: Vincenzo Orlandini |

| 1. září 1960 21:00       |       |                                     |                                                                 |
| Egypt                    | 3 : 3 | Turecko                             | Stadio Ardenza, Livorno diváci: 602 rozhodčí: Lucien van Nuffel |
| Attia 10' Kottb 58', 65' |       | Tahran 15' Koken 30' Yalcinkaya 69' | Stadio Ardenza, Livorno diváci: 602 rozhodčí: Lucien van Nuffel |

| 1. září 1960 21:00  |       |                               |                                                           |
| Jugoslávie          | 3 : 3 | Bulharsko                     | Stadio Flaminio, Řím diváci: 7 994 rozhodčí: Cesare Jonni |
| Galić 50', 57', 69' |       | Kovačev 59' Debarski 81', 89' | Stadio Flaminio, Řím diváci: 7 994 rozhodčí: Cesare Jonni |

### Skupina B
| Tým            | Z | V | R | P | VG | IG | +/− | B |
| -------------- | - | - | - | - | -- | -- | --- | - |
| Itálie         | 3 | 2 | 1 | 0 | 9  | 4  | +5  | 5 |
| Brazílie       | 3 | 2 | 0 | 1 | 10 | 6  | +4  | 4 |
| Velká Británie | 3 | 1 | 1 | 1 | 8  | 8  | 0   | 3 |
| Tchaj-wan      | 3 | 0 | 0 | 3 | 3  | 12 | −9  | 0 |

| 26. srpna 1960 21:00                   |       |                          |                                                                    |
| Brazílie                               | 4 : 3 | Velká Británie           | Stadio Ardenza, Livorno diváci: 13 590 rozhodčí: Josef Kandlbinder |
| Gérson 2' China 61', 72' Wanderley 64' |       | Brown 32', 87' Lewis 47' | Stadio Ardenza, Livorno diváci: 13 590 rozhodčí: Josef Kandlbinder |

| 26. srpna 1960 21:00                     |       |                 |                                                             |
| Itálie                                   | 4 : 1 | Tchaj-wan       | Stadio San Paolo, Neapol diváci: 36 092 rozhodčí: Leo Helge |
| Rivera 10', 33' Fanello 49' Tomeazzi 67' |       | Chun Wa Mok 29' | Stadio San Paolo, Neapol diváci: 36 092 rozhodčí: Leo Helge |

| 29. srpna 1960 16:00                       |       |           |                                                          |
| Brazílie                                   | 5 : 0 | Tchaj-wan | Stadio Flaminio, Řím diváci: 6 367 rozhodčí: Emil Erlich |
| Gérson 13', 16', 47' Roberto Dias 73', 87' |       |           | Stadio Flaminio, Řím diváci: 6 367 rozhodčí: Emil Erlich |

| 29. srpna 1960 21:00 |       |                     |                                                                 |
| Itálie               | 2 : 2 | Velká Británie      | Stadio Flaminio, Řím diváci: 19 431 rozhodčí: Lucien van Nuffel |
| Rossano 11', 55'     |       | Brown 23' Hasty 75' | Stadio Flaminio, Řím diváci: 19 431 rozhodčí: Lucien van Nuffel |

| 1. září 1960 21:00          |       |           |                                                                     |
| Itálie                      | 3 : 1 | Brazílie  | Stadio Comunale, Florencie diváci: 24 903 rozhodčí: Pierre Schwinté |
| Rivera 69' Rossano 70', 86' |       | Waldir 4' | Stadio Comunale, Florencie diváci: 24 903 rozhodčí: Pierre Schwinté |

| 1. září 1960 21:00            |       |                       |                                                                   |
| Velká Británie                | 3 : 2 | Tchaj-wan             | Stadio Comunale, Grosseto diváci: 779 rozhodčí: Josef Kandlbinder |
| Lewis 35' Brown 58' Hasty 85' |       | Chuk Yin Yiu 70', 88' | Stadio Comunale, Grosseto diváci: 779 rozhodčí: Josef Kandlbinder |

### Skupina C
| Tým       | Z | V | R | P | VG | IG | +/− | B |
| --------- | - | - | - | - | -- | -- | --- | - |
| Dánsko    | 3 | 3 | 0 | 0 | 8  | 4  | +4  | 6 |
| Argentina | 3 | 2 | 0 | 1 | 6  | 4  | +2  | 4 |
| Polsko    | 3 | 1 | 0 | 2 | 7  | 5  | +2  | 2 |
| Tunisko   | 3 | 0 | 0 | 3 | 3  | 11 | −8  | 0 |

| 26. srpna 1960 16:00                     |       |           |                                                                |
| Polsko                                   | 6 : 1 | Tunisko   | Stadio Flaminio, Řím diváci: 5 873 rozhodčí: Concetto Lo Bello |
| Pohl 7', 40', 42', 84', 89' Hachorek 67' |       | Kerrit 3' | Stadio Flaminio, Řím diváci: 5 873 rozhodčí: Concetto Lo Bello |

| 26. srpna 1960 21:00                 |       |                         |                                                                 |
| Dánsko                               | 3 : 2 | Argentina               | Stadio Flaminio, Řím diváci: 7 154 rozhodčí: Francesco Liverani |
| Sørensen 31' Harald Nielsen 46', 85' |       | Oleniak 20' Bilardo 88' | Stadio Flaminio, Řím diváci: 7 154 rozhodčí: Francesco Liverani |

| 29. srpna 1960 21:00            |       |             |                                                                   |
| Dánsko                          | 2 : 1 | Polsko      | Stadio Ardenza, Livorno diváci: 5 574 rozhodčí: Concetto Lo Bello |
| Harald Nielsen 15' Pedersen 86' |       | Gadecki 62' | Stadio Ardenza, Livorno diváci: 5 574 rozhodčí: Concetto Lo Bello |

| 29. srpna 1960 21:00 |       |            |                                                                |
| Argentina            | 2 : 1 | Tunisko    | Stadio Adriatico, Pescara diváci: 4 605 rozhodčí: István Zsolt |
| Oleniak 15', 82'     |       | Kerrit 25' | Stadio Adriatico, Pescara diváci: 4 605 rozhodčí: István Zsolt |

| 1. září 1960 21:00    |       |        |                                                              |
| Argentina             | 2 : 0 | Polsko | Stadio San Paolo, Neapol diváci: 4 304 rozhodčí: Sulhi Garan |
| Oleniak 38' Pérez 55' |       |        | Stadio San Paolo, Neapol diváci: 4 304 rozhodčí: Sulhi Garan |

| 1. září 1960 16:00                  |       |            |                                                                           |
| Dánsko                              | 3 : 1 | Tunisko    | Stadio Tommaso Fattori, L'Aquila diváci: 1 204 rozhodčí: Giulio Campanati |
| Nielsen 24' Harald Nielsen 27', 88' |       | Cherif 48' | Stadio Tommaso Fattori, L'Aquila diváci: 1 204 rozhodčí: Giulio Campanati |

### Skupina D
| Tým      | Z | V | R | P | VG | IG | +/− | B |
| -------- | - | - | - | - | -- | -- | --- | - |
| Maďarsko | 3 | 3 | 0 | 0 | 15 | 3  | +12 | 6 |
| Francie  | 3 | 1 | 1 | 1 | 3  | 9  | −6  | 3 |
| Peru     | 3 | 1 | 0 | 2 | 6  | 9  | −3  | 2 |
| Indie    | 3 | 0 | 1 | 2 | 3  | 6  | −3  | 1 |

| 26. srpna 1960 16:00  |       |               |                                                                         |
| Maďarsko              | 2 : 1 | Indie         | Stadio Tommaso Fattori, L'Aquila diváci: 4 118 rozhodčí: Bahri Ben Said |
| Göröcs 23' Albert 56' |       | Balamaran 79' | Stadio Tommaso Fattori, L'Aquila diváci: 4 118 rozhodčí: Bahri Ben Said |

| 26. srpna 1960 21:00     |       |          |                                                                |
| Francie                  | 2 : 1 | Peru     | Stadio Comunale, Florencie diváci: 4 046 rozhodčí: Emil Erlich |
| Giamarchi 67' Quédec 90' |       | Uribe 1' | Stadio Comunale, Florencie diváci: 4 046 rozhodčí: Emil Erlich |

| 29. srpna 1960 21:00 |       |              |                                                                |
| Francie              | 1 : 1 | Indie        | Stadio Comunale, Grosseto diváci: 907 rozhodčí: Raymond Morgan |
| Coinçon 82'          |       | Banerjee 71' | Stadio Comunale, Grosseto diváci: 907 rozhodčí: Raymond Morgan |

| 29. srpna 1960 21:00                                 |       |                  |                                                                |
| Maďarsko                                             | 6 : 2 | Peru             | Stadio San Paolo, Neapol diváci: 8 068 rozhodčí: Piero Bonetto |
| Albert 17', 87' Rákosi 27' Göröcs 33' Dunai 46', 63' |       | Ramirez 25', 79' | Stadio San Paolo, Neapol diváci: 8 068 rozhodčí: Piero Bonetto |

| 1. září 1960 16:00                                  |       |         |                                                                 |
| Maďarsko                                            | 7 : 0 | Francie | Stadio Flaminio, Řím diváci: 5 238 rozhodčí: Vincenzo Orlandini |
| Albert 12', 85' Göröcs 34', 59', 77' Dunai 41', 79' |       |         | Stadio Flaminio, Řím diváci: 5 238 rozhodčí: Vincenzo Orlandini |

| 1. září 1960 21:00         |       |               |                                                                |
| Peru                       | 3 : 1 | Indie         | Stadio Adriatico, Pescara diváci: 1 673 rozhodčí: Hussein Imam |
| Nieri 27', 53' Iwasaki 85' |       | Balamaran 88' | Stadio Adriatico, Pescara diváci: 1 673 rozhodčí: Hussein Imam |

## Play off

### Semifinále
| 5. září 1960 21:00 |                |            |                                                                     |
| Itálie             | 1 : 1 (prodl.) | Jugoslávie | Stadio San Paolo, Neapol diváci: 16 500 rozhodčí: Josef Kandlbinder |
| Tumburus 109'      |                | Galić 107' | Stadio San Paolo, Neapol diváci: 16 500 rozhodčí: Josef Kandlbinder |

(Jugoslávie vyhrála díky losu)
| 6. září 1960 21:00             |       |          |                                                              |
| Dánsko                         | 2 : 0 | Maďarsko | Stadio Flaminio, Řím diváci: 10 000 rozhodčí: Reginald Leafe |
| Harald Nielsen 19' Enoksen 81' |       |          | Stadio Flaminio, Řím diváci: 10 000 rozhodčí: Reginald Leafe |

### O 3. místo
| 9. září 1960 21:00  |       |              |                                                              |
| Maďarsko            | 2 : 1 | Itálie       | Stadio Flaminio, Řím diváci: 18 972 rozhodčí: Reginald Leafe |
| Orosz 32' Dunai 69' |       | Tomeazzi 84' | Stadio Flaminio, Řím diváci: 18 972 rozhodčí: Reginald Leafe |

### Finále
| 10. září 1960 21:00           |       |             |                                                                 |
| Jugoslávie                    | 3 : 1 | Dánsko      | Stadio Flaminio, Řím diváci: 23 042 rozhodčí: Concetto Lo Bello |
| Galić 1' Matuš 11' Kostić 69' |       | Nielsen 90' | Stadio Flaminio, Řím diváci: 23 042 rozhodčí: Concetto Lo Bello |

## Medailisté
| Zlato   | Jugoslávie |
| Stříbro | Dánsko     |
| Bronz   | Maďarsko   |